# Elizabeth Alderman
Elizabeth Alderman (ur. 10 września 1987 r. w Greenmount) – australijska wioślarka.

## Osiągnięcia
- Mistrzostwa Świata U-23 – Glasgow 2007 – czwórka bez sternika – 2. miejsce[1].
- Światowe Regaty U-23 – Glasgow 2008 – dwójka bez sternika – 2. miejsce[1].
- Mistrzostwa Świata – Poznań 2009 – czwórka bez sternika – 4. miejsce[1].